# شهرستان لالی
شهرستان لالی یکی از شهرستان‌های استان خوزستان ایران است. مرکز این شهرستان، شهر لالی است.
این شهرستان در تاریخ ۱۸ اسفند ۱۳۸۱ از شهرستان مسجدسلیمان جدا گردید و مستقل شد.

## مردم
شهروندان شهرستان لالی از لرهای بختیاری می‌باشند. و به گویش بختیاری سخن می‌گویند.

## موقعیت جغرافیایی
شهرستان لالی از شمال تا شمال غربی با شهرستان دزفول، از شرق با شهرستان اندیکا، از جنوب با شهرستان مسجدسلیمان و از جنوب غربی با شهرستان گتوند همسایه است.

## تقسیم‌بندی کشوری
شهرستان لالی دارای ۲ بخش، ۴ دهستان و ۲ شهر به شرح زیر است:

### شهرستان لالی
| بخش   | مرکز بخش | جمعیت بخش ۱۳۹۵ | نام دهستان | مرکز دهستان | جمعیت دهستان ۱۳۹۵ | شهر  | جمعیت شهر ۱۳۹۵ |
| ----- | -------- | -------------- | ---------- | ----------- | ----------------- | ---- | -------------- |
| مرکزی | لالی     | ۲۹٬۰۹۱ نفر     | سادات      | دره بوری    | ۵٬۹۰۴ نفر         | لالی | ۱۸٬۴۷۳ نفر     |
| مرکزی | لالی     | ۲۹٬۰۹۱ نفر     | دشت لالی   | ططر         | ۴٬۷۱۴ نفر         | لالی | ۱۸٬۴۷۳ نفر     |
| حتی   | تراز     | ۸٬۸۷۲ نفر      | حتی        | حتی         | ۵٬۵۵۵ نفر         | تراز | ۵۱۱ نفر        |
| حتی   | تراز     | ۸٬۸۷۲ نفر      | جاستون شهه | ولی‌آباد     | ۲٬۸۰۶ نفر         | تراز | ۵۱۱ نفر        |

این شهرستان خود جزئی از سرزمین تاریخی بختیاری  است و تا حدود نود سال پیش بخشی از سرزمین بختیاری بود. که در زمان پهلوی در تقسیم‌بندی کشوری جدید از سرزمین بختیاری جدا شد.

## جمعیت‌شناسی
بر پایه سرشماری عمومی نفوس و مسکن در سال ۱۳۹۵، جمعیت شهرستان لالی برابر با ۷۰٬۹۶۳ نفر بوده‌است.

## گردشگری
از مناطق دیدنی شهرستان لالی می‌توان به چَم شور واقع در اطراف روستای احمدآباد و امامزاده بَرِکه احمدآباد اشاره کرد، از مناطق دیدنی و گردشگری دیگر شهرستان لالی می‌توان به آبشارهای آرپناه اشاره کرد، در این منطقه تفریحی هر ساله در فصل‌های بهار، تابستان و زمستان به‌خصوص در ماه‌های فروردین و اردیبهشت میزبان تعداد زیادی گردشگر از سراسر کشور است. آبشارهای آرپناه در بین مردم لالی به عنوان ″آبشارهای کِسِد″ نیز شناخته می‌شود.
آب شور روستای سادات روستای بنه وار، قلعه صلواتی، سیکوَند، رودخانه تنگ چتی روستای تنبل، آبشار آرپناه، آبشار باباروزبهان، آقا سلیمان، روستای سرکولی کوه گریوه و بنه میر، چشمه تَلوک اشاره کرد.
یکی از قدیمی‌ترین آثار حیات بشر در فلات ایران در غار پبده در نزدیکی لالی و در مسیر آبشار آرپناه قرار دارد. نخستین بار گیرشمن به کاوش این غار پرداخت. دراین غار چندین اسکلت انسانی به دست آمد که قدمت زندگی این انسان‌ها به بیش از۱۵هزار سال پیش تخمین زده شد.
زیارتگاه‌های شاهزاده ابوالقاسم و باباروزبهان از دیگر مناطق زیارتی لالی هستند. با توجه به اینکه کلمه بابا فارسی می‌باشد و بابا هم در آغاز آمده و متولیان زیارتگاه هم خود را شیخ می‌دانند نه سید، پس احتمال اینکه از قطب‌های صوفیه بوده باشد وجود دارد.